# Industrial Culture Handbook
Industrial Culture Handbook est un livre publié par RE/Search en 1983 traitant de l'art performance et de la musique industrielle, édité par V. Vale et Andrea Juno. Le texte a été une référence importante pour plusieurs musiciens et théoriciens de l'art industriel. Le fondateur de Nine Inch Nails, Trent Reznor, l'a, par exemple, qualifié à titre personnel de véritable Bible.[réf. nécessaire]
Il inclut des articles et des interviews de Mark Pauline, Throbbing Gristle, Cabaret Voltaire, SPK, NON, Monte Cazazza, Johanna Went, Sordide Sentimental, R&N, et Z'EV. Il a récemment fait l'objet d'une nouvelle édition reliée en 2006.
Drew Daniel, dans son étude sur Throbbing Gristle, observe que le Industrial Culture Handbook comportait d'importantes sections de "références" accompagnant les interviews, ce qui permettait aux fans assidus d'explorer l'histoire et le réseau des musiques industrielles et noise expérimentales:
« Following these copious leads, I dutifully feasted on the laundry list of subcultural touchstones that seemed to come with the territory of industrial fandom, a kind of anti-Parnassus in which Charles Manson, John Wayne Gacy and Jim Jones rub shoulders with Aleister Crowley, William S. Burroughs and the Comte de Lautreamont »
— Drew Daniel
, Throbbing Gristle's Twenty Jazz Funk Greats

« En suivant ces nombreuses pistes, j'ai consciencieusement absorbé la liste des références qui semblaient faire partie du territoire du fandom industriel, une sorte de canon contre-culturel où Charles Manson, John Wayne Gacy et Jim Jones côtoient Aleister Crowley, William S. Burroughs et Lautréamont. »
— Throbbing Gristle's Twenty Jazz Funk Greats